# Helene Cramer

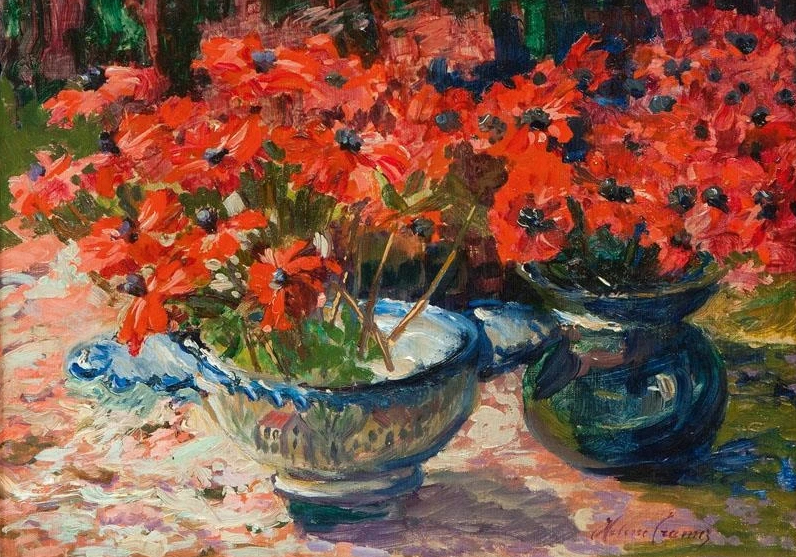
Naturaleza muerta con flores rojas

Helene Cramer (Hamburgo, 13 de diciembre de 1844 - Hamburgo, 14 de abril de 1916) fue una pintora alemana de flores, paisajes y retratos.

## Biografía
Cramer procedía de una rica familia de comerciantes de Hamburgo: Uhlenhorst. Al igual que su hermana, la pintora Molly Cramer, también inició su formación como pintora en 1882 tras la muerte de su padre Cesar Cramer. Al comenzar sus estudios, Helene tenía 38 años. Las primeras maestras de las hermanas fueron el ilustrador de Hamburgo Theobald Riefesell así como los pintores Carl Rodeck y Carl Oesterley. A finales de la década de 1880, Helene Cramer fue a La Haya para formarse con Margaretha Roosenboom y junto con su hermana con el pintor belga de bodegones Eugène Joors en Amberes. Joors les enseñó el arte de pintar naturalezaa muertas.
Al regresar a Hamburgo, Helene Cramer pintó principalmente naturalezas muertas con flores. Sus obras se exhibieron regularmente en las principales exposiciones alemanas, como en el Palacio de Cristal de Múnich y las Grandes Exposiciones de Arte de Berlín (Große Berliner Kunstausstellung). En Berlín expuso varias veces entre 1893 y 1908, siempre con su hermana Molly. También expuso su trabajo en el Palace of Fine Arts y El Edificio de la Mujer en la Exposición Mundial Colombina de 1893 en Chicago, Illinois, y en 1900 en la Exposición de la Mujer de Earl's Court, Londres con: Fir Forest; Trapäolum; Narzissen; Morgensonne im Wald; Gloxinien y Fuchsien.
En 1896, el director de la Kunsthalle Hamburg, Alfred Lichtwark, adquirió algunos de los cuadros de las hermanas Cramer para la Colección de cuadros de Hamburgo. Lichtwark, que a menudo frecuentaba la casa de las hermanas en Uhlenhorst, también estableció contacto con miembros del Club de Artistas de Hamburgo de 1897 (Hamburgischer Künstlerklub), incluido, entre otros, Ernst Eitner, Arthur Illies y Paul Kayser. A través de las visitas de los artistas a su casa, esto se convirtió en un logro artístico a principios del siglo XX. Sin unirse al club, las hermanas luego exhibieron sus cuadros junto a ellas.
Helene Cramer fue miembro de la Allgemeine Deutsche Kunstgenossenschaft, la Asociación de Artistas del Noroeste de Alemania, de la Asociación de Mujeres Artistas de Berlín y de la Asociación de Autores y Artistas (Mujeres) de Viena.
Helene Cramer murió en 1916 a los 72 años, las lápidas de Helene y Molly Cramer se encuentran en el Jardín de las Mujeres en el cementerio Ohlsdorf de Hamburgo.